# Марсель, Венсан
Венсан Марсель (фр. Vincent Marcel; 9 апреля 1997 года, Бас-Тер, Гваделупа) — французский футболист, полузащитник клуба «Орлеан».

## Клубная карьера
Марсель родился на Гваделупе. В 2009 году перебрался во Францию, став игроком академии «Гавра», из которой ушёл в 2015 году в «Ниццу». 12 декабря 2015 года дебютировал во второй команде в поединке против «Сета». Провёл в чемпионате 13 встреч, забил два мяча.
Перед сезоном 2016/17 проходил подготовку с главной командой. 14 августа 2016 года дебютировал в Лиге 1 в поединке против Ренна, выйдя на поле в основном составе и заменённым на 64-й минуте Виланом Сиприеном.